# Maël-Pestivien
Maël-Pestivien (bret. Mael-Pestivien) – miejscowość i gmina we Francji, w regionie Bretania, w departamencie Côtes-d’Armor.
Według danych na rok 1990 gminę zamieszkiwały 514 osoby, a gęstość zaludnienia wynosiła 16 osób/km² (wśród 1269 gmin Bretanii Maël-Pestivien plasuje się na 820. miejscu pod względem liczby ludności, natomiast pod względem powierzchni na miejscu 242.).